# Monument de la paix des enfants
Le monument de la paix des enfants (japonais : 原爆の子の像, genbaku no ko no zō, littéralement « Statue des enfants de la bombe atomique ») est un monument pour la paix commémorant Sadako Sasaki et les milliers d'enfants victimes du bombardement atomique d'Hiroshima. Il est situé dans le parc du Mémorial de la Paix, lui-même dans la ville d'Hiroshima.
Réalisé par les artistes Kazuo Kikuchi et Kiyoshi Ikebe, le monument a été construit en utilisant l'argent provenant d'une campagne de collecte de fonds menée par les écoliers japonais dont les camarades de classe de Sadako, avec la principale statue intitulée l’« enfant Bombe A » qui a été dévoilée le 5 mai 1958 (le jour des enfants au Japon). Sadako est immortalisée tout en haut du monument, où elle tient dans ses mains une grue.
Des milliers de grues en papier du monde entier sont déposées quotidiennement autour du monument, car selon une ancienne tradition japonaise, celui qui plie un millier de grues peut voir son souhait exaucé. Ces origamis servent de symbole aux enfants qui les réalisent et à ceux qui visitent le monument, signifiant leur souhait d'un monde sans guerre nucléaire ; car Sadako est morte à la suite d'une leucémie induite par les irradiations, avant qu'elle n'ait pu faire mille grues en papier elle-même.
Sous la principale structure se trouve une grue en bronze qui fonctionne comme un carillon à vent quand elle est poussée contre une cloche de la paix traditionnelle sur laquelle elle est suspendue, les deux objets ayant été donnés par le lauréat du prix Nobel en physique Hideki Yukawa.

## Statue sœur
Le monument inspira la réalisation d'une statue sœur réalisée et financée au Nouveau-Mexique, l'état où la bombe d'Hiroshima avait été élaborée. La statue sœur a été dévoilée à Albuquerque en 1995, le 50e anniversaire du bombardement.

## Galerie

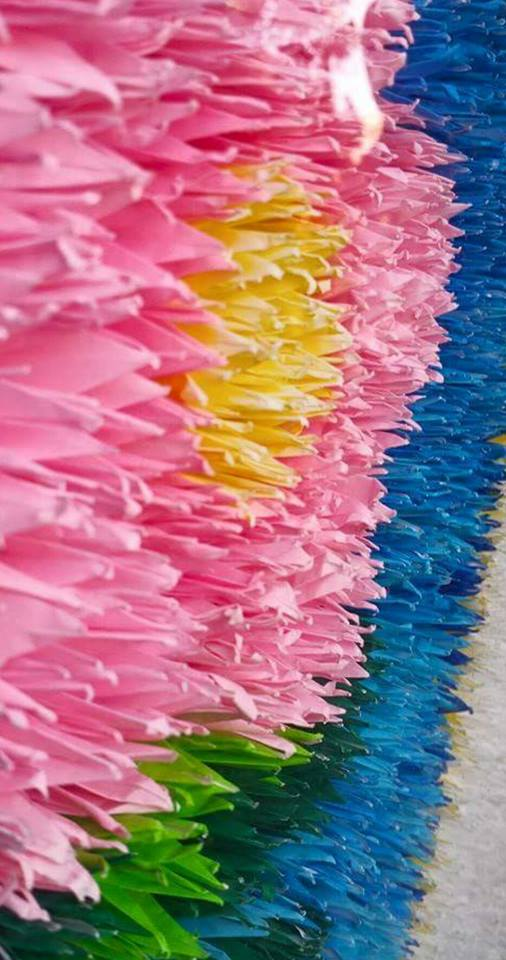
Zoom sur les grues consacrées au monument